# Вади-Хавар
Вади-Хавар (араб. مقاطعة وادي هوار‎, Muqāṭaʿâtu Wādī Hawār, фр. Wadi Hawar) — один из двух департаментов административного региона Восточный Эннеди в республике Чад. Столица департамента расположена в Бахаи.

## История
19 февраля 2008 года, в ходе реструктуризации некоторых местных и региональных властей, регион Борку-Эннеди-Тибести был разделён на отдельные регионы Борку, Эннеди и Тибести. Департамент Вади-Хавар находился в составе Эннеди и состоял из 5 подпрефектур: Ам-Джерес (административный центр департамента), Бао-Билиа, Бахаи, Каура и Мурди-Джуна.
Во время последующей реструктуризации 4 сентября 2012 года Эннеди был разделён ещё на два региона: Восточный и Западный Эннеди. Департамент Вади-Хавар вошёл в состав Восточного Эннеди, его границы изменились, а количество подчинённых подпрефектур сократилось до двух.

## Административное деление
Департамент Вади-Хавар включает в себя 2 подпрефектуры:
- Бахаи;
- Бирдуани.